# Пятнистый амотрет
Пятнистый амотрет (лат. Ammotretis lituratus) — вид лучепёрых рыб из семейства ромбосолеевых. Распространены у южного побережья Австралии. Максимальная длина тела 23 см.

## Описание
Тело высокое, сильно сжато с боков, умеренной длины. Высота тела составляет 46—50 % стандартной длины тела. Чешуя очень мелкая, плотно сидящая, ктеноидная на глазной стороне тела и преимущественно циклоидная на слепой стороне. Боковая линия с примерно 78 чешуйками, хорошо развита на обеих сторонах тела, с небольшим изгибом над грудными плавниками; оканчивается на голове, но имеет короткое ответвление над верхним глазом. Голова небольшая. Маленькие глаза расположены на правой стороне тела, разделены небольшим промежутком. Окончание рыла вытянуто в крючковидный отросток, загнутый вниз перед ртом. Рот маленький, косой. Зубы мелкие, расположены на обеих челюстях узкой полосой. Спинной плавник с 77—82 мягкими лучами, начинается на окончании рыла и тянется до хвостового стебля; передние лучи не удлинённые. В длинном анальном плавнике 54—58 мягких лучей. Хвостовой плавник закруглённый. Спинной и анальный плавники не соединяются с хвостовым. В грудных плавниках по 10—11 лучей; первый луч левого плавника с утолщённым кончиком. Брюшной плавник на глазной стороне тела с длинным основанием и 9—10 лучами, соединён мембраной с анальным плавником; на слепой стороне основание плавника короткое, в нём 6 лучей. Максимальная длина тела 23 см.
Глазная сторона тела песочного или сероватого цвета, иногда с мелкими тёмными пятнышками на голове, теле и плавниках. Слепая сторона тела беловатая.

## Ареал и места обитания
Распространены в прибрежных водах юга Австралии от Нового Южного Уэльса до полуострова Эйр (Южная Австралия), включая воды вокруг Тасмании. Морские донные рыбы. Обитают в заливах и прибрежных водах над песчаными грунтами на глубинах 20—80 м.